# Avis Bohlen
Pour les articles homonymes, voir Bohlen.
Avis Thayer Bohlen, née le 20 avril 1940 à Bryn Mawr en Pennsylvanie, est une diplomate américaine, ancienne secrétaire adjoint pour le contrôle des armes (1999–2002),, ambassadrice des États-Unis en Bulgarie (1996–1999) et membre de la Commission internationale pour les Balkans (2004-2006).

## Biographie
Ses parents sont Charles E. Bohlen, ancien ambassadeur en Union soviétique (1953–57) et Avis Howard Thayer. Elle est membre de l'American Academy of Diplomacy (en) et du Council on Foreign Relations.
Au début des années 1990, elle est conseillère de l'ambassadrice des États-Unis en France Pamela Harriman.

## Crédits
- (en) Cet article est partiellement ou en totalité issu de l’article de Wikipédia en anglais intitulé « Avis Bohlen » (voir la liste des auteurs).